# Wallace County
Wallace County ist ein County im Bundesstaat Kansas der Vereinigten Staaten. Das U.S. Census Bureau hat bei der Volkszählung 2020 eine Einwohnerzahl von 1512 ermittelt.
Der Verwaltungssitz (County Seat) ist Sharon Springs. Das County gehört zu den Dry Countys, was bedeutet, dass der Verkauf von Alkohol eingeschränkt oder verboten ist.

## Geographie
Das County liegt im Westen von Kansas, grenzt an Colorado und hat eine Fläche von 2367 Quadratkilometern ohne nennenswerte Wasserfläche. Es grenzt in Kansas im Uhrzeigersinn an folgende Countys: Sherman County, Logan County, Wichita County und Greeley County.

## Geschichte
Wallace County wurde 1888 gebildet. Benannt wurde es nach William Harvey Lamb Wallace, einem General der Nordstaaten im Amerikanischen Bürgerkrieg, der am 10. April 1862 nach einer tödlichen Verwundung in der vom 6. bis 7. April 1862 dauernden Schlacht von Shiloh starb.
Drei Bauwerke und Stätten des Countys sind im National Register of Historic Places eingetragen (Stand 30. August 2017).

## Demografische Daten
Nach der Volkszählung im Jahr 2000 lebten im Wallace County 1749 Menschen. Davon wohnten 25 Personen in Sammelunterkünften, die anderen Einwohner lebten in 674 Haushalten und 477 Familien im Wallace County. Die Bevölkerungsdichte betrug 1 Einwohner pro Quadratkilometer. Ethnisch betrachtet setzte sich die Bevölkerung zusammen aus 94,6 Prozent Weißen, 0,6 Prozent Afroamerikanern, 0,8 Prozent amerikanischen Ureinwohnern, 0,2 Prozent Asiaten und 2,5 Prozent aus anderen ethnischen Gruppen; 1,3 Prozent stammten von zwei oder mehr Ethnien ab. 4,8 Prozent der Bevölkerung waren spanischer oder lateinamerikanischer Abstammung.
Von den 674 Haushalten hatten 33,8 Prozent Kinder unter 18 Jahren, die mit ihnen gemeinsam lebten. 63,6 Prozent waren verheiratete, zusammenlebende Paare, 4,0 Prozent waren allein erziehende Mütter und 29,2 Prozent waren keine Familien. 27,6 Prozent aller Haushalte waren Singlehaushalte und in 13,6 Prozent lebten Menschen mit 65 Jahren oder darüber. Die Durchschnittshaushaltsgröße betrug 2,56 und die durchschnittliche Familiengröße betrug 3,12 Personen.
29,1 Prozent der Bevölkerung waren unter 18 Jahre alt. 6,5 Prozent zwischen 18 und 24 Jahre, 23,6 Prozent zwischen 25 und 44 Jahre, 22,8 Prozent zwischen 45 und 64 Jahre und 18,1 Prozent waren 65 Jahre alt oder älter. Das Durchschnittsalter betrug 40 Jahre. Auf 100 weibliche Personen kamen 99,0 männliche Personen. Auf 100 erwachsene Frauen ab 18 Jahren kamen 99,4 Männer.
Das jährliche Durchschnittseinkommen eines Haushalts betrug 33.000 USD, das Durchschnittseinkommen einer Familie betrug 42.022 USD. Männer hatten ein Durchschnittseinkommen von 25.610 USD, Frauen 18.333 USD. Das Prokopfeinkommen betrug 17.016 USD. 10,7 Prozent der Familien und 16,1 Prozent der Bevölkerung lebten unterhalb der Armutsgrenze.

## Orte im County
Cities 
- Sharon Springs
- Wallace

CDP
Weskan
MCD (Minor civil division)
Sunland
Townships
- Harrison Township
- Sharon Springs Township
- Wallace Township
- Weskan Township